# Radim Ochvat
Radim Ochvat (* 14. června 1977 Ostrava) je bývalý novinář, podnikatel, konzultant a PR manažer, bývalý spolupracovník předsedy vlády Mirka Topolánka, mluvčí prezidenta Václava Klause a ředitel Tiskového odboru Kanceláře prezidenta republiky. 

## Profesní kariéra

### Počátky kariéry
Pochází z Ostravy. Absolvoval zde gymnázium a Pedagogickou fakultu Ostravské univerzity.
Pracoval jako redaktor a programový ředitel dvou ostravských rádií (Hellax a Orion). Od roku 2005 do roku 2008 podnikal v oblasti komunikace a PR. Byl členem správní rady Nadace ČEZ.

### Práce s Mirkem Topolánkem
S Mirkem Topolánkem se znal už z období, kdy se ten stal senátorem. Když pak byl zvolen předsedou ODS, Ochvat pro něj pracoval jako tiskový tajemník a zapojil se do přípravy parlamentní volební kampaně v roce 2006. Po nástupu Mirka Topolánka do funkce předsedy vlády (od roku 2006) působil jako jeho konzultant a vedoucí programové kanceláře. Zpočátku také komunikoval s médii spolu s ředitelem tiskového odboru Martinem Schmarczem.

### Práce pro Václava Klause
Dne 1. června 2008 nahradil Petra Hájka ve funkci mluvčího prezidenta republiky Václava Klause. Formálně šlo o post ředitele tiskového odboru Kanceláře prezidenta republiky. Sám Ochvat v rozhovoru pro iDNES uvedl, že jej pro funkci doporučil poslanec ODS Boris Šťastný. Podle vyjádření Petra Hájka byl vybrán na základě Hájkova návrhu. Sám Hájek byl původně od roku 2003 ředitelem tiskového odboru a po odchodu mluvčího Tomáše Klvani převzal jeho úlohu. S Ochvatovým příchodem se ujal pozice zástupce ředitele Kanceláře prezidenta republiky pro oblast komunikačních a kulturních strategií. Při oficiálním představení nového tiskového mluvčího 2. června 2008 Václav Klaus uvedl, že se s Ochvatem potkával při volebních kampaních „řádově před deseti lety“, kdy působil jako redaktor v ostravském rádiu Orion.
Dne 4. března 2013 obdržel od končícího prezidenta Klause jako jeden z jeho letitých spolupracovníků Plaketu prezidenta republiky.

### Další kariéra
On-line deník Týden.cz v srpnu 2013 informoval, že by měl Ochvat od začátku září nastoupit do polostátní energetické firmy ČEZ. Měl by se zde zabývat mediální stránkou dostavby jaderné elektrárny Temelín. Server citoval mluvčího Skupiny ČEZ Jana Pavlů, který uvedl, že by Ochvat měl „mít na starosti koordinaci čtyř útvarů v rámci komunikace Skupiny ČEZ“, zejména „koordinaci jaderné komunikace“.
V roce 2015 Radim Ochvat založil, spolu s dalšími blízkými spolupracovníky Václava Klause – lékařem a podnikatelem Borisem Šťastným a ekonomem Martinem Slaným, strategicko komunikační agenturu KOMUNIKÁTOR. Jako její hlavní specializaci společnost uvádí strategické a PR poradenství, lobbing a krizovou komunikaci. Agentura se prezentuje jako advokát komunikace s vizí bránit argumenty, objektivitu a svobodu v mediální i celé veřejné sféře.[zdroj⁠?!]
Do července 2021 působil jako ředitel komunikace skupiny PPF a poté zastával pozici ředitele korporátních vztahů, komunikace a marketingu v Czechoslovak Group (CSG). V roce 2023 založil komunikační firmu FOX&fellows.